# Май 2009 года

Список событий мая 2009 года.

## События

### Важнейшие
Этот раздел включается в статью 2009 год. Здесь должны быть размещены важнейшие события мая 2009 года
- 3 мая — на очередных президентских выборах в Панаме победу одержал представитель оппозиционной партии, 57-летний владелец сети супермаркетов Рикардо Мартинелли. Действующий президент Мартин Торрихос не мог участвовать в выборах ввиду того, что конституция ограничивает период президентства одним сроком[1].
- 11 мая — 126-й старт (STS-125) по программе Спейс Шаттл с международным экипажем на борту. 30-й полет шаттла Атлантис. Пятый полёт к телескопу «Хаббл».
- 16 мая — представитель Норвегии Александр Рыбак победил на конкурсе песни Евровидение в Москве.
- 17 мая
  - В парламент Кувейта впервые избраны женщины[2].
  - Президентом Литвы избрана Даля Грибаускайте.
- 18 мая — гражданская война на Шри-Ланке объявлена оконченной.
- 20 мая — финал Кубка УЕФА в Стамбуле. Победитель — донецкий «Шахтёр».
- 25 мая — КНДР провела второе (возможно, третье) ядерное испытание в своей истории.
- 26 мая — президент Нигера Мамаду Танджа подписал указ о роспуске Национального собрания[3].
- 27 мая — запуск космического корабля «Союз ТМА-15» с международным экипажем на борту к МКС.
- 27 мая — Финал Лиги Чемпионов УЕФА в Риме. Победитель — «Барселона».

### Все события мая 2009 года
- 1 мая
  - ООН призвала Израиль прекратить выселять палестинцев из Восточного Иерусалима[4].
  - Немецкая телекоммуникационая корпорация Deutsche Telekom сократила прогноз прибыли на 2009 год из-за мирового финансового кризиса[5].
  - Председатель совета директоров Даниэль Бутон французского банка Societe Generale подал в отставку на фоне критики в свой адрес[6].
  - По итогам масштабного генетического исследования в Африке составлена генетическая карта континента[7].
  - В Великобритании поэтом-лауреатом стала женщина-поэтесса Кэрол Энн Даффи — впервые за более чем трёхстолетнее существование этого почётного звания[8].
  - В ходе операции пакистанских военных против боевиков движения «Талибан» в районе Бунер на северо-западе Пакистана убиты 55 повстанцев[9].
  - Первомайские демонстрации переросли в серьёзные столкновения между митингующими и полицией в Германии, Греции и Турции[10][11][12].
  - Правительство КНР сняло 60-летний запрет на инвестиции на острове Тайвань[13].
- 2 мая
  - Приостановлено членство Фиджи в Форуме тихоокеанских островов, в связи с грубым нарушением основных прав человека в стране[14].
  - В Египте начали массовое уничтожение свиней, надеясь таким образом предотвратить распространение свиного гриппа[15].
  - Израильские военные самолёты обстреляли тоннели на границе сектора Газа и Египта после того, как боевики выпустили ракеты по территории Израиля[16].
- 3 мая
  - Вертолёт ВВС Венесуэлы разбился в городе Тачира, Венесуэла, в результате чего погибли 18 человек[17].
  - Правительство Молдовы ушло в отставку[18].
  - Министр финансов Японии Каору Есано, объявил, что Япония создаст фонд помощи азиатским странам, пострадавшим от кризиса в размере 60 миллиардов долларов[19].
  - В связи с кризисом Великобритания прекращает производство танков[20].
  - В США прекратили существование ещё три банка: America West Bank и Citizens Community Bank и Silverton Bank[21].
  - На очередных президентских выборах в Панаме победу одержал представитель оппозиционной партии, 57-летний владелец сети супермаркетов Рикардо Мартинелли. Действующий президент Мартин Торрихос не мог участвовать в выборах ввиду того, что конституция ограничивает период президентства одним сроком[1].
- 4 мая
  - По меньшей мере 45 человек были убиты в результате нападения боевиков в ходе свадебной церемонии в селении Бильге-Койу, около города Мардин на юго-востоке Турции[22].
  - Эсминец ВМС Южной Кореи спас грузовое судно Северной Кореи от сомалийских пиратов[23].
  - Австралия решила отложить введение системы торговли квотами на вредные выбросы в атмосферу до 2011 года[24].
  - Ушёл в отставку премьер-министр Непала Пушпа Камал Дахал, из-за того, что возглавляемому им правительству не удалось назначить нового главнокомандующего непальской армией[25].
- 5 мая
  - Немецкая спортивная компания Adidas сократила свою сеть[26].
  - Из-за столкновения автобуса со зданием в иранской провинции Илам погибли 28 человек и ранено ещё 9 человек[27][28].
  - Правительство Её Величества раскрыло имена 16 из 22 человек, которым запрещено посещать Великобританию[29].
  - В Пакистане боевики Талибана захватили Мингору, главный город северо-западной долины Сват[30].
  - Число пострадавших от наводнений в северном бразильском штате Мараньян возросло до 130 тысяч человек[31].
  - МВД Грузии объявило о разоблачении заговора, целью которого было осуществление военного переворота[32].
- 6 мая
  - Президент Чехии Вацлав Клаус отказался подписать Лиссабонский договор, утверждённый Сенатом Чешской Республики[33][34].
  - Гвинея отозвала послов из 30 стран мира[35].
  - В американском штате Мэн легализованы однополые браки[36].
  - Из-за схода лавины недалеко от австрийского горнолыжного курорта Зёльден погибло по меньшей мере шесть человек[37].
  - В ЮАР парламент избрал лидера АНК Джейкоба Зуму президентом страны[38].
  - Более 100 человек погибли в результате бомбардировки ВВС США в провинции Фарах, расположенной на западе Афганистана[39].
  - Начался подготовительный этап многонациональных учений НАТО в Грузии[40].
- 7 мая
  - Баскский региональный парламент утвердил социалиста Патча Лопеса в должности президента Страны Басков[41].
  - Частная охранная компания «Xe» (Бывшая Blackwater Worldwide) завершила свою работу в Багдаде[42].
  - Немецкая телекоммуникационная корпорация Deutsche Telekom закончила первый квартал с убытками на сумму 1,1 млрд евро[43].
  - Европейский центральный банк снизил процентную ставку в еврозоне на 1 %[44].
  - Состоялся саммит Восточного партнёрства в Праге[45].
  - General Motors сообщила, что потеряла 6 миллионов долларов за первый фискальный квартал в 2009 году[46].
  - Произошло столкновение между вооружёнными силами Чада и «Союзом сил сопротивления» около города Гоз Бейда, регион Куаддай республики Чад[47].
  - Корпорация Microsoft объявила о планах по сокращению 3600 работников[48].
  - Китай подсчитал, что из-за Сычуаньского землетрясения 2008 года погибло 5335 школьников[49].
  - Губернатор штата Калифорния Арнольд Шварценеггер объявил чрезвычайное положение в Санта-Барбаре из-за сильных лесных пожаров[50].
- 8 мая
  - Глава военного управления при Белом доме Луис Кальдера подал в отставку[51].
  - Канада стала третьей страной, где грипп А привёл к смерти человека[52].
  - Папа римский Бенедикт XVI посетил Иорданию, Израиль и Палестинские территории[53].
  - В Чили и Аргентине произошло землетрясение. Жертв нет[54].
  - Японский автоконцерн Toyota впервые за 60 лет понёс убытки, на сумму 437 миллиардов иен (3,3 млрд евро)[55].
  - Белоруссия выиграла заявку на проведения чемпионата мира по хоккею 2014[56].
  - Международный валютный фонд заявил о принятии в свои члены Республики Косово. МВФ стал первой международной организацией в которую вступило Косово[57].
- 9 мая
  - Чёрный список Стокгольмской конвенции по стойким органическим загрязнителям расширился ещё на девять веществ[58].
  - Предварительную регистрацию на выборах президента Ирана прошли 475 человек, в том числе 42 женщины и нынешний президент Ирана Махмуд Ахмадинежад[59][60].
  - В странах ЕС отмечают День Европы, т.е день создания ЕС[61].
  - По итогам предварительного подсчёта голосов, Демократическая партия, возглавляемая президентом Индонезии Сусило Бамбангом Юдхойоно, лидировал на прошедших выборах в парламент страны[62].
- 10 мая
  - В Аллее Торнадо (США) стартовал эксперимент VORTEX2 цель которого выяснить причины возникновения смерчей[63].
  - На Шри-Ланке в результате артобстрела в зоне противостояния правительственных войск и сепаратистов «Тигры освобождения Тамил Илама» погибло по меньшей мере 378 мирных жителей[64].
  - В катастрофе вертолёта погиб губернатор Иркутской области Игорь Есиповский[65].
  - Взрыв на газопроводе произошёл на западе Москвы, высота открытого пламени составила около 100 метров[66].
- 11 мая
  - Глава General Motors назвал «наиболее вероятным», что 1 июня его автоконцерн объявит о банкротстве[67].
  - Вулкан Эбеко вновь активизировался на Северных Курилах[68].
  - Из Космического центра имени Кеннеди осуществлён пуск шаттла «Атлантис» по программе STS-125, основной целью полёта является ремонт орбитального телескопа Хаббл[69].
  - Сборная России выиграла чемпионат мира по хоккею на льду[70].
  - Иранский суд освободил американскую журналистку Роксану Сабери[71].
- 12 мая
  - В Великобритании разгорелся скандал из-за незаконной растраты депутатами парламента бюджетных денег[72].
  - Свыше 100 человек погибли, ещё около 300 были ранены в результате боёв между правительственными войсками и исламистами в сомалийской столице Могадишо[73].
  - Депутаты Верховной Рады от Партии регионов заблокировали работу парламента, требуя немедленного рассмотрения вопроса об отставке министра внутренних дел Юрия Луценко[74].
- 13 мая
  - Европейская комиссия оштрафовала компанию Intel за нарушение антимонопольного законодательства на рекордную сумму в 1,06 миллиарда евро[75].
  - Прибывший в Вифлеем папа римский Бенедикт XVI выразил поддержку идеи создания палестинского государства[76].
  - Стартовал 62-й каннский кинофестиваль[77].
- 14 мая
  - Преодолено главное препятствие на пути к абиогенному синтезу РНК — британским химикам удалось синтезировать нуклеотиды Г и У в условиях, которые вполне могли существовать в мелких водоёмах на ранней Земле[78].
  - С космодрома Куру стартовала ракета-носитель «Ариан-5» c инфракрасным телескопом Гершель и космической обсерваторией «Планк» на борту[79]. Дан старт двум из самых амбициозных проектов, когда-либо предпринимавшихся для раскрытия тайн самых старых, холодных и тёмных частей Вселенной[80].
  - В Швабии на юге Германии найдена самая древняя палеолитическая венера возрастом 35 тысяч лет[81].
- 15 мая
  - Движение за освобождение дельты Нигера объявило тотальную войну государству[82].
  - Теракт в Грозном, террорист-смертник подорвал себя недалеко от здания МВД Чечни, погибло четыре человека, пять пострадали[83].
- 16 мая
  - «Манчестер Юнайтед», сыграв на своем поле вничью с «Арсеналом» со счётом 0:0, за тур до конца первенства Англии обеспечил себе чемпионское звание[84].
  - По итогам индийских всеобщих выборов Объединенный прогрессивный альянс получил 254 мест из 543, блок Национально-демократический альянс во главе с Бхаратия Джаната Парти получил 153 места[85].
  - В Москве в СК «Олимпийский» прошёл финал конкурса Евровидение 2009, победу одержал исполнитель из Норвегии Александр Рыбак с песней «Fairytale»[86].
- 17 мая
  - Группировка «Движение за освобождение дельты Нигера» сообщила о подрыве нефтепровода и газопровода в районе населённого пункта Ескравос на юге Нигерии[87].
  - В Литве состоялись президентские выборы. Победу одержала Даля Грибаускайте (69 %)[88][89].
  - В парламент Кувейта впервые избраны женщины[2].
  - Официальный представитель партизанской организации «Тигры освобождения Тамил-Илама» признал поражение в гражданской войне на Шри-Ланке, шедшей с 1983 года, и объявил о прекращении огня[90].
- 18 мая
  - В Брюсселе из-за начавшегося пожара была эвакуирована штаб-квартира Европейской комиссии[91].
  - Чад признал, что его вооружённые силы трижды вторгались на территорию Судана[92].
  - После встречи в Вашингтоне с премьер-министром Израиля Беньямином Нетаньяху президент США Барак Обама заявил, что США отстаивают идею создания Палестинского государства[93].
- 19 мая
  - Эфиопские войска и бронетехника пересекли границу с Сомали[94].
  - Главой правительства Индии переизбран Манмохан Сингх[95].
  - АСЕАН выразил глубокую озабоченность проходящим в Мьянме судом над лидером оппозиции Аун Сан Су Чжи[96].
- 20 мая
  - Майкл Мартин стал первым за триста лет спикером парламента Великобритании ушедшим в отставку[97].
  - Международные силы содействия безопасности в Афганистане заявляют о применении талибами химического оружия, в частности, белого фосфора[98].
  - В Индонезии близ города Мадиун разбился самолёт С-130 Hercules, погибли 99 человек[99].
- 21 мая
  - После пятичасового противостояния с полицией сдался злоумышленник, грозивший взорвать гранату в резиденции президента Сербии Бориса Тадича[100].
  - Непальский шерпа по имени Аппа стал первым человеком в мире, которому удалось 19 раз покорить самый высокий пик планеты — Эверест[101].
- 22 мая
  - Бингу ва Мутарика был переизбран на посту президента Малави[102].
  - Правительственные войска начали в столице Сомали масштабную операцию против исламистов[103].
- 23 мая
  - Премьер-министром Непала стал Мадхав Кумар Непал[104].
  - Покончил с собой экс-президент Южной Кореи Но Му Хён[105].
  - Генсек ООН Пан Ги Мун прибыл на Шри-Ланку для решения вопроса о поставке гуманитарной помощи населению острова[106].
  - Начались выборы президента Германии, по их итогам переизбран действующий президент Хорст Кёлер[107][108].
- 24 мая
  - В Тегеране состоялся ирано-афгано-пакистанский саммит[109].
  - «Золотую пальмовую ветвь» на Каннском кинофестивале 2009 года получил фильм Михаэля Ханеке «Белая лента»[110].
  - Шаттл «Атлантис» завершил последний полёт к телескопу Хаббл успешно совершив посадку на авиабазе ВВС США «Эдвардс» в штате Калифорния[111].
  - В Монголии начались президентские выборы, в которых победил кандидат от оппозиционной Демократической партии Монголии Цахиагийн Элбэгдорж[112][113].
  - Гран-при Монако Формулы-1 выиграл британец Дженсон Баттон[114].
- 25 мая
  - Мощный тропический циклон Айла обрушился на Индию и Бангладеш, погибло по меньшей мере 17 человек[115].
  - Во Франции начался суд над Церковью Саентологии по обвинению в организованном мошенничестве[116].
  - Северная Корея провела испытания ядерного оружия в районе города Кильчжу, также был осуществлён испытательный запуск двух тактических ракет класса «земля-земля»[117][118]. В связи с этим советом безопасности ООН было созвано чрезвычайное заседание[119].
- 26 мая
  - Президент Нигера Мамаду Танджа подписал указ о роспуске Национального собрания[3].
  - Премьер-министр Украины Юлия Тимошенко сообщила, что Украина договорилась о поставках ливийской нефти в страну[120].
  - Япония, в ответ на проведённые в КНДР ядерные испытания, полностью запретила экспорт в Северную Корею[121].
  - Верховный суд Пакистана пересмотрел своё февральское решение и разрешил политикам Навазу Шарифу и его брату Шахбазу Шарифу участвовать в парламентских выборах[122].
  - Узбекистан закрыл границу с Кыргызстаном после взрыва в Ханабадe, на границе государств произошла перестрелка[123].
  - Президент Франции Николя Саркози торжественно открыл военную базу в Абу-Даби, это первая французская база в Персидском заливе, и первая за последние 50 лет база, открытая Францией на чужой территории[124].
  - Судан подтвердил гибель 119 человек во время авиаударов по автокараванам контрабандистов[125].
- 27 мая
  - Испанская «Барселона» со счётом 2:0 нанесла поражение английскому «Манчестер Юнайтед» в финальном матче футбольной Лиги чемпионов[126].
  - Завершена расшифровка генома мыши[127][128].
  - КНДР разорвала перемирие с Южной Кореей 1953 года, положившее конец Корейской войне[129], а также пригрозила войной Южной Корее, если та присоединится к ИБОР[130].
  - C космодрома Байконур осуществлён запуск космического корабля «Союз ТМА-15», на борту которого члены двадцатой долговременной экспедиции на МКС. Экипаж станции с этой экспедиции увеличился с трёх до шести человек[131].
  - В пакистанском городе Лахор в результате взрыва террориста-смертника погибло порядка 30 человек, около сотни ранено[132].
  - Международную Букеровскую премию получила канадская писательница Элис Манро[133].
  - Российская инвестиционная группа Digital Sky Technologies приобрела 1,96 % привилегированных акций социальной сети Facebook, заплатив 200 миллионов долларов[134].
- 28 мая
  - У побережья Гондураса произошло землетрясение магнитудой 7,1 по шкале Рихтера. Объявлена угроза цунами для Гондураса, Белиза и Гватемалы[135].
  - При взрыве в мечети в городе Захедан на юго-востоке Ирана погибли 15 человек, ещё 50 получили ранения[136].
- 29 мая
  - Четыре человека погибли и 80 получили ранения в результате прорыва плотины в северо-восточном бразильском штате Пиауи[137].
  - Компания Time Warner объявила о планах выделить AOL в самостоятельную публичную компанию к концу 2009 года[138].
  - КНДР совершила новый испытательный запуск ракеты ближнего радиуса действия, это шестой запуск за пять дней после ядерных испытаний[139].
- 30 мая
  - Войска Пакистана отбили у талибов столицу долины Сват город Мингора[140].
  - «Челси» выиграл Кубок Англии у ливерпульского «Эвертона» со счётом 2:1 на стадионе «Уэмбли»[141].
- 31 мая
  - В финале Кубка Украины по футболу обыграв донецкий «Шахтёр» впервые победил полтавский клуб «Ворскла»[142].
  - В Южной Осетии прошли выборы в парламент[143], большинство голосов набрала пропрезидентская партия «Единство»[144].
  - США и Куба согласились вернуться к переговорам по проблеме иммиграции, прекращённым в 2004 году[145].
  - На 98-м году жизни скончалась последняя пассажирка «Титаника» Миллвина Дин[146].
  - Разработан новый препарат для лечения рака, названный «раковая вакцина»[147][148][149].